# Mana (muzyk)
Mana (ur. 19 marca w prefekturze Hiroshima) – współzałożyciel i główny kompozytor nieistniejącego już zespołu Malice Mizer oraz gitarzysta i lider obecnie działającej formacji Moi dix Mois. Jest on bardzo ważną postacią dla nurtu visual kei.

## Młodość
Mana urodził się 19 marca w prefekturze Hiroshima. We wczesnych latach młodości jego rodzice zapoznawali go z muzyką poważną. Oboje ojciec i matka byli nauczycielami muzyki, więc muzyka poważna od zawsze miała na niego wpływ. Mana zaczął tworzyć muzykę w szkole średniej, kiedy to słuchał zespołu Mötley Crüe. Zazwyczaj jego kompozycje łączyły muzykę poważną (zwłaszcza barokową) z organami i klawesynem. Lubił muzykę Jana Sebastiana Bacha w połączeniu z heavy metalem, gothic rockiem, industrialem oraz innymi, bardziej nietypowymi elementami, jak francuski pop. W jednym z wywiadów Mana wyjawił, że nie posiada wykształcenia z teorii muzyki.

## Kariera
Jego pierwszym zespołem był Ves.tearge, założony w szkole średniej. Następna była punkowa grupa Girl’e działająca od około 1989 do 1990 roku, w których grał pod pseudonimem Serina, a potem Matenrou (jap. 摩天楼), gdzie grał niecałe dwa lata jako basista już pod pseudonimem Mana. W sierpniu 1992 roku wraz z Közi założył MALICE MIZER – jego pierwszy zespół, który osiągnął popularność. Założył również niezależną wytwórnię, Midi:Nette, pod którą zostało zrealizowanych wiele wydawnictw MALICE MIZER. Gdy grupa zawiesiła działalność w 2001 roku, Mana założył Moi dix Mois – swój solowy projekt. Jest kompozytorem wszystkich piosenek Moi dix Mois, twórcą tekstów, producentem i projektantem strojów dla członków zespołu.
W 1999 Mana założył firmę produkującą ubrania w stylu Lolita – Moi-même-Moitié, gdzie rozróżnić można dwie linie ubrań: Elegant Gothic Lolita oraz Elegant Gothic Aristocrat.